# Hermann Weil
Hermann Weil (18 de setembre de 1868 – 3 d'octubre de 1927) fou un empresari i home de negocis argentino-alemany. A principis del segle XX fou un dels comerciants més grans de gra a nivell mundial. Va fer de mecenes a la Universitat de Frankfurt. És conegut per haver finançat l'Institut de Recerca Social que va desenvolupar l'Escola de Frankfurt de pensament marxista i la Teoria crítica. És el pare de Felix Weil.